# Animal Genius ¿Cuánto Sabes de animales?
Animal Genius, título ampliado a Animal Genius ¿Cuánto Sabes de Animales? en España, es un videojuego de puzles desarrollado por Big Blue Bubble y publicado por Scholastic y Ubisoft para Nintendo DS. El juego llegó al mercado en septiembre de 2007 en Estados Unidos, en julio de 2008 en Europa y en agosto de 2008 en Australia.

## Juego
En Animal Genius, con más de 140 rondas de juego y un diseño único, el jugador podrá poner a prueba sus conocimientos sobre el mundo animal a través de cinco diferentes hábitats de todo el mundo. Cada uno de los hábitats son áreas geográficas que contienen sus animales autóctonos con escenarios fotorrealistas, siendo estas áreas la selva tropical, los bosques, el ártico, el océano y las praderas. Como añadido también existen varios desafíos sorpresa.